# 292 Ludovika
292 Ludovika (mednarodno ime je 292 Ludovica) je asteroid v glavnem asteroidnem pasu. 

## Odkritje
Asteroid je odkril avstrijski astronom J. Palisa 25. aprila 1890 na Dunaju . 

## Lastnosti
Asteroid Ludovika obkroži Sonce v 4,02 letih. Njegova tirnica ima izsrednost 0,034, nagnjena pa je za 14,919° proti ekliptiki. Njegov premer je 32,50 km, okoli svoje osi se zavrti v 8,93 h .